# Bournazel (Tarn)
Bournazel é uma comuna francesa na região administrativa de Occitânia, no departamento de Tarn. Estende-se por uma área de 7,41 km². Em 2010 a comuna tinha 212 habitantes (densidade: 28,6 hab./km²).